# Dennis Coi
Dennis Coi, né le 11 août 1961 et mort le 1er septembre 1987, est un patineur artistique canadien, champion du monde junior en 1978.

## Biographie

### Carrière sportive
Dennis Coi est médaillé de bronze des championnats du Canada en 1982, derrière ses compatriotes Brian Orser et Brian Pockar.
Il représente son pays aux championnats du monde juniors de 1978 à Megève où il remporte la médaille d'or. Mais pour la suite de sa carrière, il n'est jamais sélectionné par Patinage Canada pour représenter son pays lors des mondiaux seniors ou lors des Jeux olympiques d'hiver.
Il arrête sa carrière sportive après les championnats nationaux de 1984.

### Vie privée
Dennis Coi est homosexuel, même s'il n'a jamais fait son coming out, y compris au sein de sa propre famille. Il meurt du sida le 1er septembre 1987, au milieu d'une vague de décès liés au sida de patineurs artistiques canadiens, dont Brian Pockar, Robert McCall et Shaun McGill, qui est décrite dans les médias comme une crise majeure pour le sport.

## Palmarès
| Compétitions principales      | 1978    | 1979    | 1980    | 1981    | 1982    | 1983    | 1984    |  |  |  |  |  |  |  |
| Jeux olympiques d'hiver       |         |         |         |         |         |         |         |  |  |  |  |  |  |  |
| Championnats du monde         |         |         |         |         |         |         |         |  |  |  |  |  |  |  |
| Championnats du Canada        |         | 7e      |         | 7e      | 3e      | 5e      | 4e      |  |  |  |  |  |  |  |
| Championnats du monde juniors | 1er     |         |         |         |         |         |         |  |  |  |  |  |  |  |
|                               |         |         |         |         |         |         |         |  |  |  |  |  |  |  |
| Autres Compétitions           | 1977/78 | 1978/79 | 1979/80 | 1980/81 | 1981/82 | 1983/84 | 1984/85 |  |  |  |  |  |  |  |
| Skate Canada                  |         |         |         |         |         |         | 10e     |  |  |  |  |  |  |  |
| Moscou Skate                  |         |         |         |         |         | 9e      | 6e      |  |  |  |  |  |  |  |
|                               |         |         |         |         |         |         |         |  |  |  |  |  |  |  |